# Glenea andamanica
Glenea andamanica é uma espécie de besouro da família Cerambycidae. Foi descrito por Stephan von Breuning em 1958. É conhecida a sua existências nas Ilhas Andaman e Sumatra.